# Port morski Władysławowo
Port morski Władysławowo – port morski nad Morzem Bałtyckim, w północnej części woj. pomorskiego, w powiecie puckim, we Władysławowie. Jest typowym portem rybackim z przystanią żeglarską i pasażerską. Pełni także niewielką funkcję przeładunkową dla towarów w ruchu krajowym.
W porcie działa stocznia remontowa, zakład przetwórstwa ryb, fabryka lodu łuskowego. We Władysławowie znajduje się brzegowa stacja ratownicza SAR oraz morskie przejście graniczne.

## Położenie

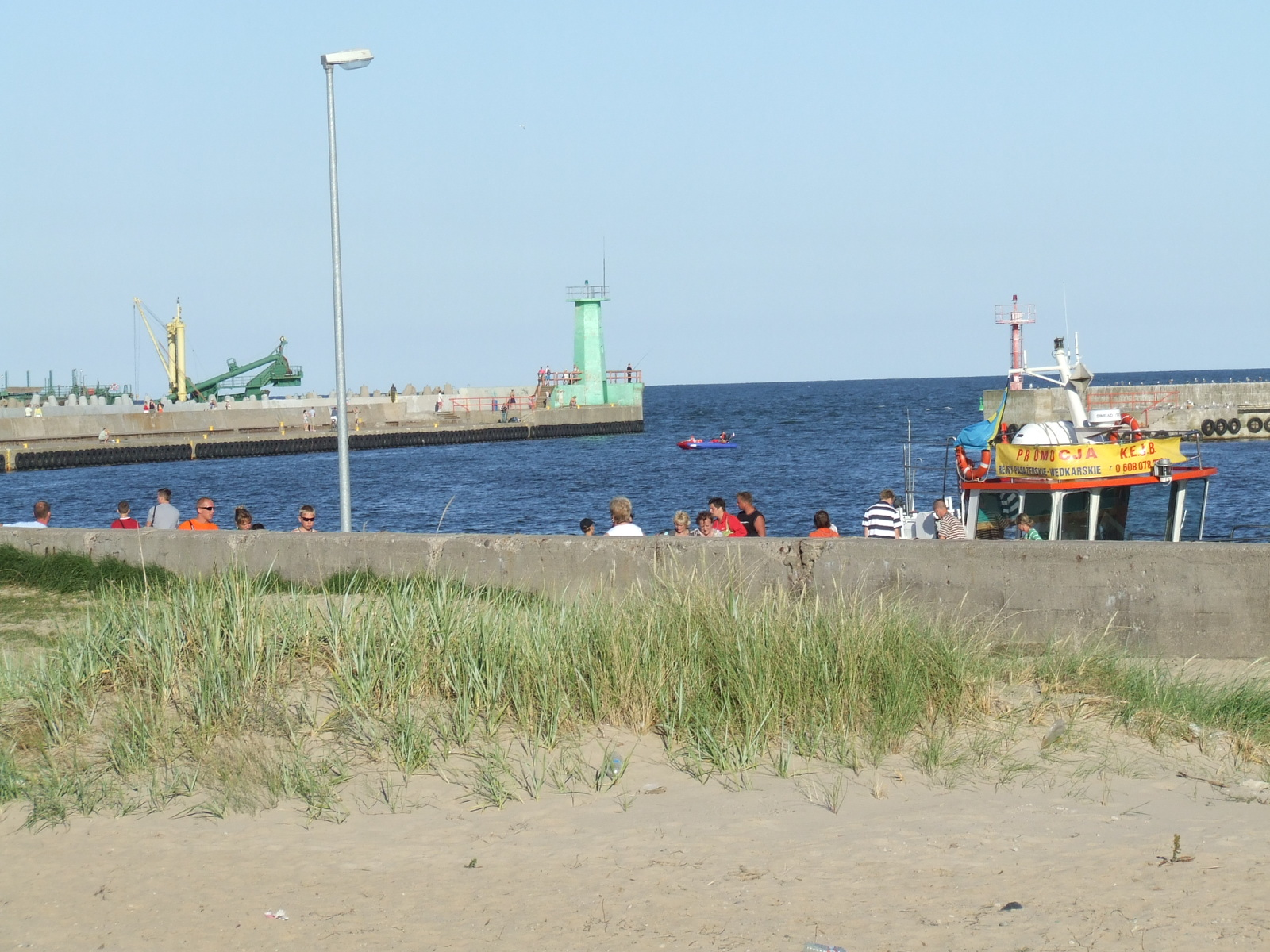
Falochrony portowe

Port Władysławowo jest położony na południowym wybrzeżu Morza Bałtyckiego, na północnym krańcu Pobrzeża Kaszubskiego, tuż przy odchodzącej na wschód od lądu Mierzei Helskiej. Port znajduje się we wschodniej części miasta Władysławowo.
Budowę portu we Władysławowie podaje się za jeden z powodów zanikania brzegu północnej części Mierzei Helskiej. Zbudowanie portu zakłóciło cyrkulację wód w morzu i przerwało naturalną drogę przenoszenia materiału osadowego, a tym samym naturalny proces budowy mierzei i jej erozję morską. Efektem jest cykliczne zapiaszczanie toru podejściowego, które wymusza prowadzenie prac pogłębiarskich. Aby zapobiec częstemu pogłębianiu toru, Urząd Morski utworzył strefę bezpieczeństwa zwaną osadnikiem, gdzie deponowany jest materiał piaszczysty niesiony z prądem.

## Działalność
W porcie znajduje się morskie przejście graniczne dla turystów udających się do portów skandynawskich, litewskich i łotewskich.
Znajduje się tu również baza rybołówstwa, której kutry rybackie bazują przy pomostach 1,2,3 oraz zajmują część mola Pasażerskiego i nabrzeża Wyładunkowego. 
Nabrzeże Jachtowe w zachodniej części portu jest miejscem postoju dla 20 jachtów. W sezonie letnim przy nabrzeżu Postojowym Północnym cumują jednostki wycieczkowe.
W 2006 roku całkowite obroty ładunkowe portu wynosiły 14,4 tys. ton i wszystko w obrocie wewnątrzkrajowym. 9,8 tys. ton stanowiła drobnica. Do portu we Władysławowie zawinęło 152 statków o pojemności brutto większej niż 100 t.
Flota kutrowa zarejestrowana w 2006 roku we Władysławowie obejmowała 57 jednostek pływających, których łączna pojemność brutto wynosiła 4,8 tys. BRT.
W porcie Władysławowo działa stocznia remontowa, która przeprowadza naprawy i remonty kapitalne kutrów oraz innych mniejszych jednostek.
We Władysławowie znajdują się zakłady przetwórstwa ryb, fabryka lodu łuskowego.
Portem zarządza spółka publiczna „Szkuner” Sp. z o.o., która pełni funkcję zarządu portu.
W 2020 r. w porcie rybackim udostępniono mural składający się z 70 obrazów ilustrujących najważniejsze etapy historii Władysławowa.

## Infrastruktura
| Pomost/nabrzeże              | Długość [m] |
| ---------------------------- | ----------- |
| nabrzeże Postojowe Wschodnie | 185         |
| nabrzeże Stoczniowe          | 105         |
| pomost remontowy             | 52          |
| pomost slipowy               | 106,5       |
| molo Pasażerskie             | 135         |
| nabrzeże Wyładunkowe         | 340         |
| nabrzeże Paliwowe            | 120         |
| nabrzeże Jachtowe            | 90          |
| molo Duńskie                 | 185         |
| nabrzeże Robocze             | 61          |
| nabrzeże Postojowe Północne  | 150 + 250   |
| pomost 1                     | 101         |
| pomost 2                     | 101         |
| pomost 3                     | 86          |

Wielkość statków wchodzących do portu Władysławowo nie może przekraczać 70 m długości i 4 m zanurzenia. Port osłaniają dwa falochrony: północny o długości 620 m i wschodni o długości 340 m. Wejście główne i wewnętrzne mają szerokość po ok. 60 m. Głębokości basenów w porcie wahają się w przedziale od 4 do 6 m.
Kotwicowisko portu Władysławowo jest akwenem o promieniu 1 Mm zatoczonym z głowicy falochronu północnego na zachód od krawędzi toru podejścia do portu. Najmniejsza głębokość 6 m znajduje się przy południowo-zachodniej krawędzi kotwicowiska.
Łączna długość nabrzeży w porcie Władysławowo według danych z 2006 roku wynosiła 341 m.
W porcie znajdują się place składowe, bocznica kolejowa, dźwig samojezdny (18 ton) oraz pochylnia dla jachtów o długości do 12 m. Korzystający z portu mają możliwość podłączenia do sieci elektrycznej, odbioru wód zęzowych i zaolejonych ze statków, a także mogą skorzystać z usług nurkowych i holowniczych. Zaopatrzenie w paliwo i smary dokonuje się przy nabrzeżu Paliwowym, a w wodę przy nabrzeżu Wyładunkowym.
Na pomoście 3 jest usytuowana dalba dewiacyjna, przy której określanie i kompensację dewiacji mogą wykonać jednostki do 25 m długości.
Kutry miejscowych rybaków pływają z sygnaturą WŁA na burcie.
Ruchem statków kieruje Bosmanat Portu Władysławowo podległy pod Kapitanat Portu Władysławowo. Infrastrukturą portową administruje Urząd Morski w Gdyni, który wydał portowi certyfikat bezpieczeństwa, co oznacza że spełnia on wymogi konwencji SOLAS i kodeksu ISPS.
W porcie stacjonuje statek ratowniczy SAR M/s Bryza, a także znajduje się tu brzegowa stacja ratownicza Służby SAR, na wyposażeniu której są łodzie ratownicze RIB typu Gemini Waverider 600 oraz typu Sportis Ł-4800. BSR Władysławowo posiada również na wyposażeniu samochód ciężarowo- terenowy STAR MAN 944 i terenowy LAND ROVER Defender. Ratownicy morscy z Władysławowa mają możliwość zwalczania przybrzeżnych rozlewów ropopochodnych. We Władysławowie mieści się także placówka Straży Granicznej, która obsługuje 3 okoliczne morskie przejścia graniczne.

### Stocznia
Stocznia we Władysławowie dokonuje remontów bałtyckiej floty rybackiej i mniejszych jednostek naukowo-badawczych, ratownictwa morskiego, inspekcyjnych, militarnych i turystycznych.
Wykorzystuje wyciąg dla jednostek o długości do 30 m i nośności do 220 ton. Stocznia użytkuje nabrzeże Stoczniowe, pomost remontowy i pomost slipowy. Obiekty stoczniowe zajmują tereny o powierzchni ok. 33 500 m² i zlokalizowane są we wschodniej części portu. Stocznia wykorzystuje slip poprzeczny o nośności maksymalnej 2200 kN (220 ton).

## Historia

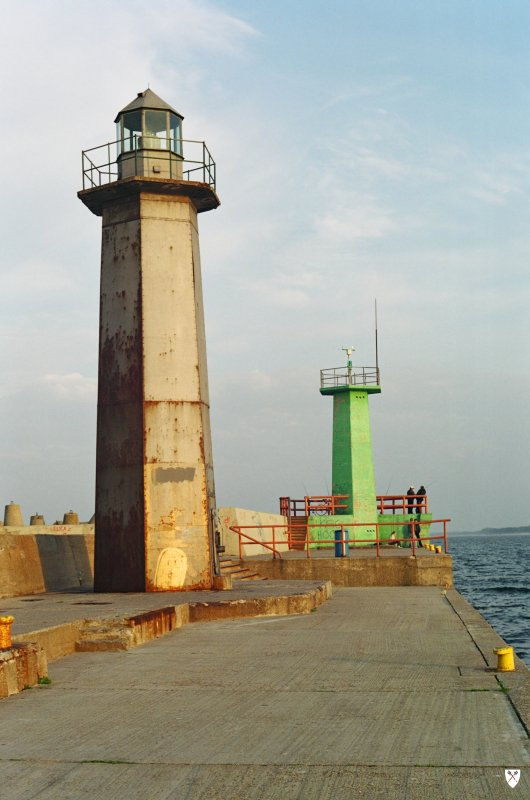
Falochron i nieistniejąca stawa z 1938 (po lewej)

Budowę portu rybackiego w Wielkiej Wsi rozpoczęto wiosną 1936, a jego uroczyste otwarcie nastąpiło 4 maja 1938 (poświęcenie portu wraz z odsłonięciem pomnika pamiątkowego). Istnienie portu ustanowił Minister Przemysłu i Handlu 27 kwietnia 1938 (zaczęło obowiązywać 6 maja 1938). Port nazwano Władysławowo dla upamiętnienia XVII-wiecznego fortu wojennego, wybudowanego z rozkazu króla Władysława IV.
W 1969 roku wzdłuż nabrzeża Wyładunkowego oddany został do użytku kompleks przemysłowy mieszczący halę przetwórstwa ryb, komory chłodnicze, urządzenia zamrażalnicze, chłodnię oraz pomieszczenia socjalne i biurowe.
W latach 1986–1996 dokonano budowy nowego falochronu północnego, przebudowano nabrzeże Wyładunkowe, zmodernizowano pomosty postojowe oraz dokonano rekonstrukcji falochronu wschodniego. Od 1994 roku port jest otwarty dla turystów.
Od 22 czerwca do 7 lipca 2003 w porcie cumował statek „Langenort”. W lipcu 2007 Minister Gospodarki Morskiej zmienił granice portu.
Pod koniec 2007 roku w trakcie modernizacji falochronu północnego, usunięto z niego starą nieczynną stawę z 1938 roku.